# Provincia Siena
Siena este o provincie în regiunea Toscana în Italia.